# 恋子の毎日
『恋子の毎日』（こいこのまいにち）は、ジョージ秋山による日本の漫画、またそれを原作とした映画・テレビドラマ・アニメ。漫画版は、『漫画アクション』（双葉社）にて1985年から1992年まで連載された。単行本は全32巻。
ヤクザ稼業をしている青年と、年下で同棲相手である恋子との生活を綴ったコメディータッチの作品である。

## 映画
1988年12月17日公開、東映配給。『ビー・バップ・ハイスクール 高校与太郎完結篇』と同時上映された。
スタッフ
- 監督：和泉聖治
- プロデューサー：安藤昇
- 企画：天尾完次
- 脚本：松本功、平川輝治
- 撮影：奥村正祐
- 音楽：大谷和夫
- 主題歌「KOIKO」（歌：長山洋子）
  - 作詞：湯川れい子／作曲：高見沢俊彦／編曲：井上鑑

- 挿入歌「モナリサ」（歌：長山洋子）
  - 作詞・作曲：高見沢俊彦／編曲：井上鑑

キャスト
- 恋子：長山洋子
- サブ：松村雄基
- マツ：倉崎青児
- レイジ：長倉大介
- 加代：南果歩
- サニー：相楽晴子
- キャンディ：村上麗奈
- 田山次郎：南渕一輝
- 星永小百合：梅宮辰夫
- 立花：室田日出男
- らん子：池波志乃
- 面相栄：今福将雄
- 田中邦衛
- 小野ヤスシ
- 誠吾大志
- 青山孝
- 寺島進
- 片桐竜次
- 鷲尾真知子

## テレビドラマ
第1作
TBS『水曜ドラマスペシャル』枠にて1986年3月12日に放送された。
スタッフ
- 演出：久世光彦
- 脚本：松原敏春

キャスト
- 田中裕子
- 小林薫
- ビートたけし
- 峰岸徹
- 益田喜頓
- 渡辺えり子

第2作
TBS『土曜ドラマスペシャル』枠にて1988年7月9日に放送された。
スタッフ
- 演出：久世光彦
- 脚本：松原敏春
- 音楽：小林亜星

キャスト
- 田中裕子
- 小林薫
- ビートたけし
- 益田喜頓
- 中村繁之
- さやま友香
- 桜金造
- 小川晃広

## OVA
『青春夫婦物語 恋子の毎日』のタイトルで1989年から1990年にかけてOVAとして発売された。全2話。
スタッフ
- 原作：ジョージ秋山
- 監督：石黒昇
- 脚本：宮崎晃
- 作画監督：青井清年
- 美術監督：金子英俊、田原優子
- 音響監督：本田保則
- 制作協力：日本アニメーション
- 制作：日本映像

キャスト
- 流山恋子：平野文
- 流山三郎：石丸博也
- 戸塚松五郎：山寺宏一
- 戸塚加代：勝生真沙子
- 星永小百合：郷里大輔
- 山上零二：梅津秀行
- 面相徳エ門：たてかべ和也
- 立花：若本規夫